# The Amity Affliction
The Amity Affliction — австралійський металкор-гурт із міста Гімпі, Квінсленд, створений у 2003 році. Поточний склад гурту складається з Арена Стрінгера (бас, чистий вокал), Джоела Берча (вокал), Дена Брауна (гітара) та Джо Лонгобарді (ударні). The Amity Affliction випустили вісім студійних альбомів. Вони відомі своїми дуже особистими піснями, часто пов’язаними з депресією, тривогою, смертю, зловживанням психоактивними речовинами та темою самогубста. Багато текстів походять із минулих проблем вокаліста Джоела Берча. 

## Історія

### 2003–2008: становлення та ранні релізи
Гурт Amity Affliction був створений в Гімпі, південно-східному містечку Квінсленда в Австралії, друзями Ареном Стрінгером, Джозефом Лілуоллом і Троєм Брейді в останній рік навчання в середній школі. Гурт був названий на честь близького друга гурту, який загинув в автокатастрофі у віці 17 років. «Amity» означало дружбу, а «Affliction» означало боротьбу, яку учасники гурту переживали через смерть. Ще в середній школі гурт неодноразово грав на шкільних концертах і на обідніх перервах.
У 2004 році The Amity Affliction випустили однойменне демо з трьома треками, спродюсоване Скоттом Маллейном на лейблі Aisle 6 Recording. На той час до складу гурту входило четверо учасників, а також колишні учасники гурту Гарт Б'юкенен на бас-гітарі та Лахлан Фолкнер на барабанах. Наприкінці 2004 року до гурту приєднався вокаліст Джоел Берч. В середині 2005 року The Amity Affliction випустили дебютний однойменний мініальбом. Після релізу EP вони відправилися в турне по Східному узбережжю в рамках East Coast Tour 2005 року.
У 2007 році відбулися зміни у складі, коли Лахлан Фолкнер покинув гурт, а Гарт Б'юкенен приєднався до Behind Crimson Eyes. Пізніше Лахлан Фолкнер приєднався до Saint Lucia. Потім вони найняли барабанщика Троельса Томассона, Кріса Берта на гітарі (спочатку на бас-гітарі), Арена Стрінгера, який тепер грає на бас-гітарі, і клавішника Треда Натана. The Amity Affliction випустили новий п'ятитрековий мініальбом під назвою High Hopes, названий на честь будинку, в якому відбулося дійство фільму «Жах Емітівілля». Перший тираж вийшов у форматі CD/DVD. На DVD гурт обговорює запис мініальбому, а також демонструє свої виступи на гастролях і в дорозі.

### 2008–2010:Severed Ties
Гурт випустив дебютний студійний альбом у 2008 році під назвою Severed Ties. Альбом пробув тиждень в австралійському чарті альбомів під номером 26.
Це перший альбом, на барабанах якого грає брат Кріса Берта, Райан Берт. В альбомі взяли участь Майкл Крафтер з I Killed the Prom Queen/Confession, Метью Райт з Getaway Plan, Джей Джей Пітерс з I Killed the Prom Queen/Deez Nuts/Grips 'N' Tonic, Гелмет Робертс і Лохлан Уотт (Nuclear Summer), які співали як гостьовий виступ. На пісню Fruity Lexia було знято відеокліп. The Amity Affliction відіграли численні концерти в Сіднеї, Мельбурні, Брісбені, Аделаїді та Перті.
У травні 2009 року вони виступали на розігріві для Getaway Plan разом із Пертським гуртом Elora Danan у національному фінальному турі Getaway Plan.
У 2009 році The Amity Affliction провели хедлайнерський тур по Австралії. Вони також відіграли тур 2009 року Stairway to Hell Tour по Австралії за підтримки британського гурту We Are the Ocean і мельбурнського гурту Hopeless, з місцевим супровідним гуртом в кожному місті. Потім The Amity Affliction відправилися до Великобританії з повноцінним туром на підтримку We Are the Ocean разом із Flood of Red і All Forgotten.

### 2010–2011:Youngbloods
Наприкінці 2009 року The Amity Affliction розійшлись з гітаристом Крістофером Бертом. Рішення було обопільним і планувалося протягом деякого часу. Його останній концерт відбувся у Лондоні у грудні 2009 року. Хоча всі учасники гурту все ще залишаються хорошими друзями з Крісом, рішення було прийнято в інтересах гурту з музичної точки зору. Зараз Кріс грає на гітарі і співає у гурті SENSaii з Брісбена. Згодом його місце зайняв Клінт Елліс (Splattering) з Getaway Plan.
У квітні 2010 року гурт полетів до Нью-Йорка, щоб записати другий повноформатний альбом з продюсером Макіна. 10 травня гурт завантажив нову пісню з цього альбому, «I Hate Hartley», на свою сторінку на MySpace, а згодом пісня стала доступною для вільного прослуховування.
18 червня, як було оголошено на сайті гурту (спочатку 25 червня 2010 року), гурт випустив другий студійний альбом Youngbloods на лейблах Boomtown і Shock Records. Альбом приніс гурту величезний успіх, отримавши схвальні відгуки критиків і дебютувавши на 6 місці в чарті ARIA. У липні The Amity Affliction вирушили у турне на підтримку свого другого альбому. До них приєдналися Misery Signals, австралійці Confession і шотландці Flood of Red. Кількома тижнями пізніше вони відправилися в турне Західною Австралією, до них приєднався місцевий гурт Break Even.
У жовтні гурт оголосив про випуск альбому Glory Days, який стане збіркою старих демозаписів і перших двох мініальбомів, а також двох сторінок Б з Youngbloods. Glory Days був випущений 26 листопада. Після цього вони оголосили про британський тур з Asking Alexandria і наступний тур з давніми друзями Deez Nuts, Endwell і Louie Knuxx.
Восени 2010 року The Amity Affliction дали своє перше американське інтерв'ю журналу альтернативної сцени Substream Music Press для його 22-го випуску, одразу після підписання контракту з The Artery Foundation. Гурт дізнався, що виступить на наступному фестивалі Soundwave під час самого інтерв'ю для статті.
30 травня 2011 року гурт випустив друге музичне відео з Youngbloods; слідом за відео на пісню «I Hate Hartley», нове відео на пісню «Youngbloods» було випущено ексклюзивно на Guvera.com.
Наприкінці 2011 року гурт вирушив у хедлайнерське турне «Fuck the Reaper» за підтримки Asking Alexandria, Skyway та місцевих гуртів у кожному місті.

## Учасники гурту
- Арен Стрінгер – вокал (2003–дотепер); бас-гітара (2007–дотепер); ритм-гітара (2003–2007)
- Джоел Берч – вокал (2004–дотепер)
- Дена Брауна – ритм-гітара (2013– дотепер); соло-гітара, бек-вокал (2014–дотепер)
- Джо Лонгобарді – ударні (2018–дотепер)

## Дискографія
Студійні альбоми
- Severed Ties (2008)

- Youngbloods (2010)

- Chasing Ghosts (2012)
- Let the Ocean Take Me (2014)
- This Could Be Heartbreak (2016)
- Misery (2018)
- Everyone Loves You... Once You Leave Them (2020)
- Not Without My Ghosts (2023)